# Medusa (Rubens)

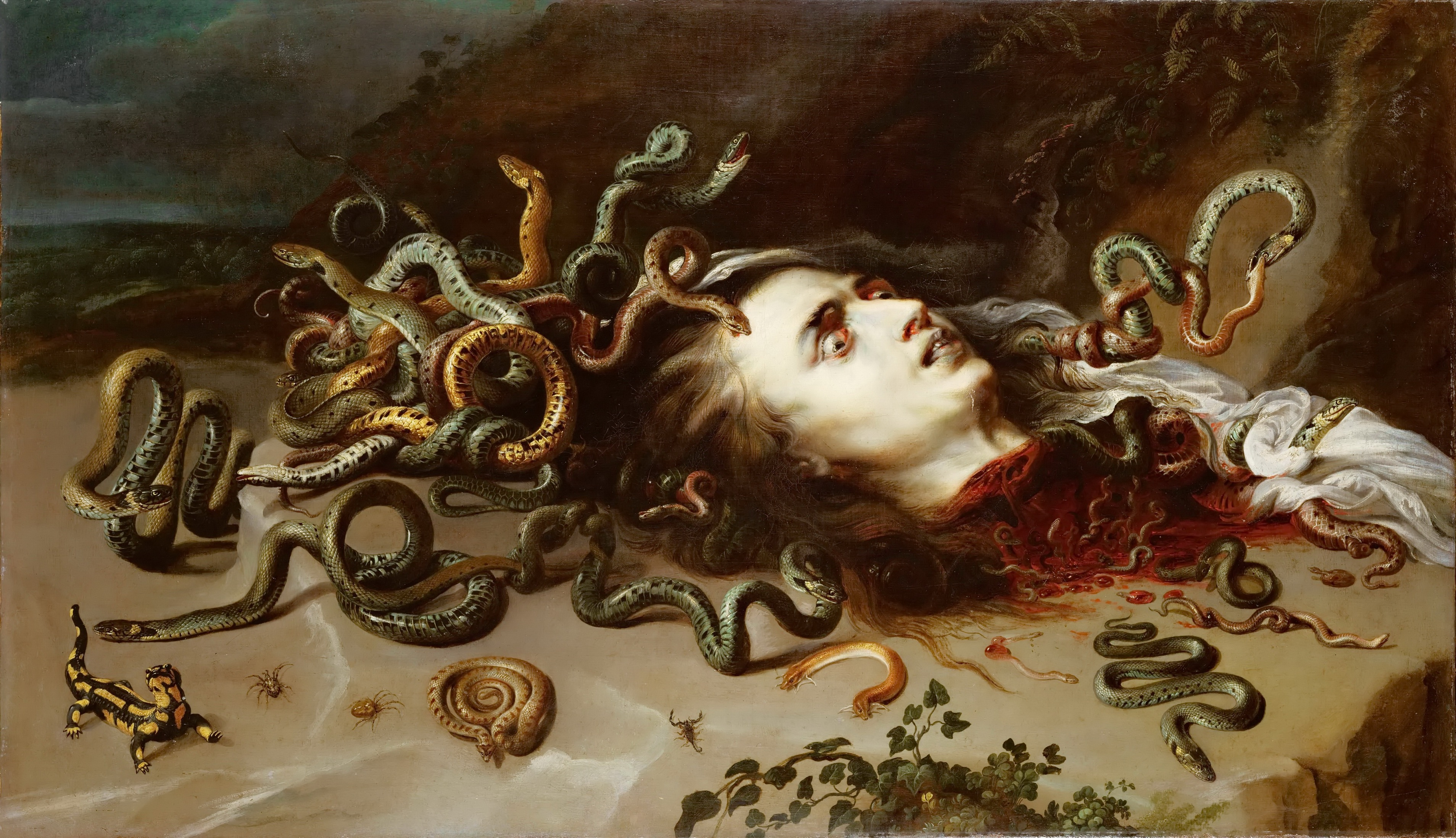
Malba Medusa ve Vídni

Medusa resp. Hlava Medusy je obraz od vlámského malíře Petera Paula Rubense z doby kolem roku 1618.
Obraz zobrazuje useknutou hlavu Medusy. Hadi na obraze byli přičítáni Fransi Snydersovi.
Nejstarší podoba obrazu se nachází v Moravské galerii v Brně, další verze obrazu je ve sbírce Uměleckohistorického muzea ve Vídni. Vídeňská verze je pak reprodukcí, která je konečnou kompozicí na plátně s drobnými změnami od první verze. 